# 薛奕
薛奕（1037年—1082年），字世顯，唐朝官員薛令之的後裔，祖籍福州長溪縣永樂鄉廉村，生於福建興化軍興化縣長樂鄉清源西里鳳搏村（今莆田市涵江區大洋鄉）。北宋熙寧九年（1076年）武狀元，是中國歷史上可考的首位武狀元。元豐五年（1082年），隨大將高永能戍邊，在對西夏的永樂城之戰時中箭身亡，歸葬於清源西里蓮峰。